# NGC 1327
NGC 1327 é uma galáxia espiral barrada (SBb) localizada na direcção da constelação de Fornax. Possui uma declinação de -25° 40' 46" e uma ascensão recta de 3 horas, 25 minutos e 23,2 segundos.
A galáxia NGC 1327 foi descoberta em 1886 por Ormond Stone.